# 日高線の記憶
『日高線の記憶』（ひだかせんのきおく、英:memory of the Hidaka Line）は、北海道新聞社が2021年2月に刊行した書籍。同年3月末をもって路線の大半の区間（廃止前の全長146.5km中116.0km）が廃止された日高本線を扱っている。著者は写真家の番匠克久。

## 概要
番匠による沿線写真を主体とした内容で、沿線住民によるエッセイや駅舎イラストも掲載されている。刊行から1週間で初刷3500部が完売し、1500部が増刷された。
キャッチ・コピーは「軋む、唸る、走る…その姿、感謝の気持ちで、記憶の奥に。」。
本作の発売記念として、2021年4月17日から20日まで当時の北海道新聞社北一条館1階にあった「道新プラザDO-BOX」において、『日高線 札沼線 ふたつの汽憶』と題した番匠による写真展が開催され、前年に北海道医療大学駅 - 新十津川駅間が廃線となった札沼線と合わせた撮り下ろし写真が展示された。

## 映画『日高線と生きる』への協力
番匠克久は、サツゲキで2021年10月23日に公開された記録映画『日高線と生きる』に、写真協力という形で携わっている。当映画の監督の稲塚秀孝が『日高線の記憶』を見て感銘を受け、面識のなかった番匠に連絡を取って、映画本編やポスターに写真を使わせてほしいと頼んだという。
サツゲキのロビーでは、映画の公開終了日まで番匠の写真展「日高線の記憶」も開かれ、映画に使われた写真など10点が展示されていた。